# Casalot de la Morera
El Casalot de la Morera és un edifici del municipi d'Ivorra (Segarra) protegit com a bé cultural d'interès local.

## Descripció
El casalot de la Morera es troba al cim del Cabalot. El Cabalot és una muntanya de 469 m que es troba al municipi d'Ivorra i juntament amb les elevacions de la Pineda, la Serra de Palous i el Tossal de la Morera, separen els termes del municipi de Tora. S'hi accedeix per la carretera que creua el terme més o menys de sud a nord LV-3003, aproximadament en el punt km 9 hi ha un camí que condueix al camp de tir. En arribar a l'esmentat camp de tir trobem les restes del casalot de la Morera.

## Història
S'ha localitzat una notícia referent al casalot de la Morera, és de 1822 quan l'exèrcit del general D. Francisco Espoz i Mina per tal de recuperar Castellfollit de Riubregós en poder de les tropes de la Regència d'Urgell es divideix en quatre columnes. La primera amb 686 homes i 50 cavalls va estar a les ordres del General Torrijos que va sortir de la Manresana el dia 4 d'octubre per ocupar el camí de Torà i atacar els fortins enemics que aniria trobant. En arribar a la població de Torà, una vegada ja passat Ivorra es va trobar amb el fortí que era defensat pels reialistes en el congost de la gorga d'Ivorra conegut com el casalot de la Morera. La resta de les notícies tot i que no parlen concretament del casalot fan referència als atacs que patí Torà durant les guerres carlines.
Sabem que una companyia d'enginyers va refer les fortificacions de la vila que havien estat enderrocades per ordre de Felip V una vegada acabada la guerra de successió. També tenim notícia que el 8 d'agost de 1835 Torà fou assetjada durant 38 hores per Sansó, Tristany, Ros d'Eroles, Grabat de Guissona, Borges entre altres i la vila va ser defensada pel capità Matias Chamorro. El novembre de 1848, el capità general treu el destacament de la vila de Torà i mana enderrocar les fortificacions i els portals.